# Dirt 3
Dirt 3 (nazwa stylizowana: DiRT 3; Colin McRae DiRT 3) – ósma odsłona serii gier rajdowych Colin McRae Rally sygnowana nazwiskiem nieżyjącego kierowcy Colina McRae'a.
Trasy zawarte w grze są zlokalizowane w Finlandii, Stanach Zjednoczonych, Kenii, Norwegii, Monako, Wielkiej Brytanii i Japonii.

## DiRT 3 Complete Edition
W grudniu 2011 Codemasters zapowiedziało wydanie kompletnej edycji rozszerzonej o wszystkie płatne dodatki, które dotychczas się ukazały. Planowany termin jej publikacji to 24 lutego 2012.

## Nagrody
DiRT 3 otrzymał nagrodę dla najlepszej gry wyścigowej w plebiscycie GameSpot Best of 2011.